# Праисторија Анадолије
Праисторија Анадолије протеже се од палеолитске ере до појаве класичне (античке) цивилизације средином 1. миленијума пре нове ере. Генерално се сматра подељеном у три доба која одражавају доминантне материјале који су се користили за израду оруђа и оружја: камено, бронзано и гвоздено доба. Израз бакарно доба (халколит или енеолит) користи се за означавање раздобља које захвата камено и бронзано доба.
Анадолија (турски: Anadolu), позната и под латинским називом Мала Азија, сматра се најзападнијом територијом западне Азије. Географски обухвата централно горје модерне Турске, од обалске равнице Егејског мора на истоку до западног руба Јерменске висоравни и од уске обале Црног мора јужно до планина Таурус и обале Средоземног мора.
Најранији прикази културе у Анадолији могу се наћи на неколико археолошких налазишта која се налазе у централном и источном делу региона. Артефакти каменог доба попут животињских костију и фосила намирница пронађени су у Бурдуру (северно од Анталије). Иако је порекло неких најранијих народа обавијено велом тајне, остаци цивилизација бронзаног доба, попут Хата, Акадског царства, Асирије и Хетита, пружају нам многе примере свакодневног живота становника и њихове трговине. После пада Хетита, нове државе Фригија и Лидија снажно су стајале на западној обали док је грчка цивилизација почела да цвета. Само их је претња из далеког персијског царства спречила да напредују након врхунца свог успеха.

## Камено доба
Камено доба је праисторијско раздобље у коме се камен широко користио у производњи оруђа. Овај период се догодио након појаве рода Хомо пре око 2,6 милиона година и трајао је отприлике 2,5 милиона година до периода између 4500. и 2000. године пре нове ере са појавом обраде метала.

### Палеолит
2014. године у реци Гедиз пронађена је камена алатка која је датирана у период пре 1,2 милиона година. Докази о палеолитским пребивалиштима (праисторија 500.000–10.000. п. н. е.) укључују пећину Јаримбургаз (Истанбул), пећину Караин (Анталија) и пећине Окузини, Белдиби и Белбаси, Кумбучаги и Кадини у суседним областима. Примери палеолитских људи могу се наћи у Музеју анадолијских цивилизација (Анкара), у Археолошком музеју у Анталији и у другим турским институцијама.
У Јаримбургазу су пронађени докази о воћу и животињским костима. Пећине медитеранског региона садрже фреске. Првобитне тврдње (1975) о отисцима стопала Хомо сапиенса старим 250.000 година, из средњег плеистоцена, у пећинама Кула и Караин, сада се сматрају погрешним и ревидиране су у доба касног плеистоцена.

### Мезолит
Остаци мезолитске културе у Анадолији могу се наћи дуж медитеранске обале, такође у Тракији и западном подручју Црног мора. Остаци мезолита налазили су се у истим пећинама као и палеолитски артефакти и цртежи. Додатни налази потичу из пећине Сарклимагара у Газијантепу, пећине Барадиз (Бурдур), као и гробља и насеља на отвореном, Согут Тарласи, Бирис (Бозова) и Урфа.

### Неолит
Због свог стратешког положаја на раскрсници Азије и Европе, Анадолија је била центар неколико цивилизација још од праисторије. Анадолска хипотеза, коју је први развио британски археолог Колин Ренфрју 1987. године, претпоставља да ширење Праиндоевропљана потиче из неолитске Анадолије. Главни је конкурент курганској хипотези, или степској теорији, академски фаворизованом ставу. Неолитска насеља укључују Чатал Хојук, Чајону, Невали Кори, Ашикли Хојук, Бонцуклу Хојук Хацилар, Гобекли Тепе, Норсунтепе, Коск и Мерсин.
Чатал Хојук (централна Турска) сматра се најнапреднијим од њих, а Чајону на истоку најстаријим (око 7250–6750. п. н. е.). Имамо добру представу о распореду града Чајону, заснованом на централном тргу са зградама изграђеним од камена и блата. Археолошки налази укључују пољопривредне алатке који указују на гајење усева и сточарство, као и припитомљавање паса. Религију представљају фигурице Кибеле, богиње мајке. Хацилар (западна Турска) је следио Чајону и датиран је у 7040. годину п. н. е.

## Халколит (бакарно доба)
Захватајући раздобље неолита и раног бронзаног доба, халколитно доба (енеолит) (око 5500–3000. п. н. е.) је дефинисано првим металним алаткама израђеним од бакра. Ово доба је представљено у Анадолији локацијама Хацилар, Бејџесултан, Канхасан, Мерсин Јумуктепе, Елазиг Тепецик, Малатија Дегирментепе, Норсунтепе и Истанбул Фикиртепе.

## Бронзано доба
Бронзано доба (око 3300–1200. п. н. е.) карактерише употреба бакра и његове легуре са калајем, бронзе, за израду оруђа. Мала Азија је била једна од првих области која је развила израду бронзе.

### Рано бронзано доба (3000–2500. п. н. е.)
Иако се чини да се прво настаниште догодило већ у 6. миленијуму пре нове ере током халколитног периода, функционална насеља која су међусобно трговала догодила су се током 3. миленијума пре нове ере. Насеље на високом гребену постаће познато као Бујуккаја, а касније и као град Хатуш, средиште ове цивилизације. Касније ће, ипак, постати хетитско упориште Хатуша и сада је Богазкеј. Остаци хатске цивилизације пронађени су и под доњим градом Хатуша и у вишим областима Бујуккаја и Бујуккале. Још једно насеље је основано у Јариккаји, око 2 км североисточно.
Откриће минералних налазишта у овом делу Анадолије омогућило је Анадолцима да развијају металургију, производећи предмете попут оруђа пронађеног у краљевским гробовима у Алаки Хојук, око 25 км од Богазкеја, датирано у 2400–2200. п. н. е. Остали хатски центри укључују Хасум, Канеш, Пурусханду и Залвар. Током овог периода Хати су се бави трговином са градским државама као што је Сумер, којој је било потребно дрво из Аманус планина.
Анадолија је остала у праисторијском периоду док није ушла у сферу утицаја Акадског царства у 24. веку пре нове ере под Саргоном из Акада, посебно у источној Анадолији. Међутим, Акадско царство претрпело је проблематичне климатске промене у Месопотамији, као и смањење расположиве радне снаге што је утицало на трговину. То је довело до њиховог пада у руке Гута око 2150. п. н. е. Интерес Акађана у региону, колико је познато, био је извоз различитих материјала за производњу. Бронзана металургија се проширила у Анадолију из закавкаске културе Кура-Араксес крајем 4. миленијума пре нове ере. Иако је Анадолија била добро обдарена рудама бакра, није било доказа о значајној обради калаја потребног за израду бронзе у Анадолији бронзаног доба.

### Средње бронзано доба (2500–2000. п. н. е.)
Анадолијске равнице унутар простора окруженог реком Кизил биле су запоседнуте од стране прве дефинисане цивилизације у Анадолији, а не-Индоевропским домороцима, под називом Хати (око 2500 - 2000. п. н. е.). Током средњег бронзаног доба, хатска цивилизација, укључујући и њен главни град Хатуш, наставила је да се шири. Анадолско средње бронзано доба утицало је на рану минојску културу Крита (3400. до 2200. п. н. е.) о чему сведоче археолошки налази у Кнососу.

### Касно бронзано доба (2000–1200. п. н. е.)

#### Хати
Хати су дошли у контакт са асирским трговцима из Асура у Месопотамији, у Канешу (Нешу) у близини модерне Култепе, који су им обезбедили калај, потребан за израду бронзе. Ова трговачка места или Каруми (акадски - лука) дали су своје име једном периоду, карумском периоду. Каруми, или асирске трговачке колоније, постојале су у Анадолији све док Хамураби није освојио Асирију и она пала под вавилонску доминацију 1756. п. н. е. Ови каруми су представљали одвојена стамбена подручја у којима су живели трговци, заштићени Хатима и плаћали су порез заузврат. У међувремену су утврђења Хатуша ојачана изградњом краљевских резиденција на Бујуккалеу.
Након што су Асирци збацили своје суседе Гутије (око 2050. п. н. е.), они су за себе тражили локалне ресурсе, посебно сребро. Међутим, Асирци су у Анадолију донели писање, неопходно средство за трговање и пословање. Ове трансакције су забележене акадским клинастим писмом на глиненим плочицама. Записи пронађени у Канешу користе напредни систем трговања прорачунима и кредитима. Евиденција такође наводи имена градова у којима је дошло до трансакције.

#### Хетити
Историја хетитске цивилизације позната је углавном из клинастих текстова пронађених на подручју њиховог царства и из дипломатске и комерцијалне преписке пронађене у разним архивима у Египту и на Блиском истоку.

##### Старо царство
На хатску цивилизацију утицао је и инвазијски индоевропски народ, Хетити, почетком 18. века пре нове ере, а Хатушу је 1700. п. н. е. спалио краљ Анита из Кусара након свргавања краља Пијуштија. Затим је то место проклео и основао свој главни град Канеш 160 км југоисточно. Хетити су апсорбовали Хате током следећег века, процеса који је у основи био завршен до 1650. п. н. е. На крају Хатуша је постала Хетитски центар у другој половини 17. века пре нове ере, а краљ Хатушили I (1586-1556. п. н. е.) је преселио главни град назад у Хатушу из Канеша.
Старо хетитско царство (17 – 15. век п. н. е.) било је на врхунцу у 16. веку пре нове ере, обухватајући централну Анадолију, северозападну Сирију до Угарита и горњу Месопотамију. Кисвадна у јужној Анадолији контролисала је регион који одваја Хетитско царство од Сирије, чиме је у великој мери утицала на трговинске путеве. Мир се одржавао са обе империје кроз уговоре који су успостављали границе контроле.

##### Средње Краљевство
Након владавине Телипинуа (око 1460. п. н. е.) Хетитско краљевство је ушло у релативно слабу и слабо документовану фазу, познату као Средње краљевство, од владавине Телипинуовог зета Алувамне (средина 15. века п. н. е.) до Муваталија I (око 1400. п. н. е.).

##### Ново Краљевство
Краљ Тудхалија I (почетак 14. века п. н. е.) увео је ново доба хетитске моћи, често називане Хетитским царством. Краљеви су преузели божанску улогу у хетитском друштву и хетитски народи, често удружени са суседима као што је Кисвадна, почели су поново да се шире, усељавајући се у западну Анадолију, апсорбујући лувијску државу Арзаву и Асува савез.
Тек за време владавине краља Шупилулијума (1344-1322. п. н. е.), Кисвадна је преузета у потпуности, иако су Хетити сачували своја културна достигнућа у Кумани (сада Сар, Турска) и Лазавантији, северно од Киликије.
У 13. веку, након владавине Хатушилиша III (око 1267–1237. п. н. е.), Хетитска моћ је почела да опада, претили су јој Египат на југу и Асирија на истоку, завршила се са Шупилулијумом II (око 1207–1178. п. н. е.).

##### Сиро-хетитска ера
После 1180-их пре Христа, усред општег превирања на Леванту повезаног са изненадним доласком народа са мора и колапсом бронзаног доба, царство се распало на неколико независних сиро-хетитских (новохетитских) градова-држава, од којих су неке преживеле до 8. века п. н. е. На западу су Грци пристизали на анадолску обалу, а Каски дуж северне обале Црног мора. На крају је и сама Хатуша уништена око 1200. године пре нове ере, а доба Царства прешло је у доба регионалних држава како је бронзано доба прешло у гвоздено доба.

#### Микенско присуство
Постоји врло мало података о раном микенском присуству у Анадолији. Милет је очигледно био центар микенског присуства у Малој Азији у периоду око 1450–1100. п. н. е. Зона интензивног микенског насељавања протеже се до Бодрума/Халикарнаса.
Микенска сфера утицаја у Малој Азији је такође географски ограничена: Интензивно микенско насеље може се наћи у археолошким записима само за регион између полуострва Халикарнаса на југу и Милета на северу (и на острвима поред ове обале, између Родоса на југу и Коса - могуће и Самоса - на северу).
Атарсија је био војсковођа из 15. до 14. века пре нове ере, који је вероватно био Грк. Водио је прву забележену микенску војну активност на анадолском копну. Његове активности забележене су у хетитској архиви око 1400. п. н. е.
Британски археолог Ј.М. Кук проучавао је грчку историјску традицију о Каријанцима и скренуо пажњу на бројне сличности између народа Карије и Микене.

## Гвоздено доба
Гвоздено доба (око 1300–600. п. н. е.) карактерише широка употреба гвожђа и челика. То је такође доба познато по развоју абецеде и ране литературе. Формира последњу фазу праисторије, која се односила на период између колапса бронзаног доба и успона класичне цивилизације. У Анадолији распад хетитској царства је замењен регионалним ново-хетитским силама, укључујући Троаду, Јонију, Лидију, Карију и Ликију на западу, Фригију, централно и Кимерију и Урарту на североистоку, док су Асирци заузели већи део југоистока.

### Западна Анадолија

#### Троада
Троада, на Бига полуострву, је најсевернији од егејских насеља у овом периоду, најпознатији по легендарној и историјској граду-држави Троји. Вероватно су у овом региону постојала насеља која датирају из 3000. године пре нове ере, а различити археолошки слојеви који представљају узастопне цивилизације називају се Троја I (3000–2600. п. н. е.) до Троје IX (1. век п. н. е.). Гвоздено доба Троје одговара Троји VII-VIII, и поклапа се са хомерским рачунањем Троје и тројанским ратом.

#### Еолида
Еолида је подручје северозападне обале Егејског мора, између Троаде и Јоније, од Дарданела до реке Хермус (Гедиз), западно од Мизије и Лидије. До 8. века пре нове ере дванаест најважнијих градова формирало је савез. У 6. веку градове је прогресивно освајала Лидија, а затим и Персија.

#### Јонија
Јонија је била део групе насеља на централној егејској обали омеђена Лидијом на истоку и Каријом на југу, познатом као Јонска лига. Доријанци су Јонијце протерали са Пелопонеза, а Атињани су их преселили на егејску обалу Анадолије у чију су земљу избегли. У време последњег лидијског краља, Креза (560–545. п. н. е.) Јонија је потпала под лидијску, а затим и персијску власт. Поразом Перзије од Грка, Јонија се поново осамосталила све док није апсорбована у римску провинцију Азију.

#### Лидија (Маеонија)
Лидија, или Маеонија, како су је звали пре 687. п. н. е, била је главни део историје западне Анадолије, почев од династије Атијад, која се први пут појавила око 1300. п. н. е. Лидија се налазила западно од Фригије и источно од егејског насеља Јонија. Лидијци су били Индо-Европљани, који су говорили Анатолским језиком.
Хераклиди су успели да владају сукцесивно од 1185–687. п. н. е. упркос све већем присуству грчких утицаја дуж медитеранске обале. Како су грчки градови, као што су Смирна, Колофон, и Ефес расли, Хераклиди су постајали све слабији. Последњег краља, Кандаула, убио је његов пријатељ и носилац копља по имену Гигес, и преузео место владара. Гигес је ратовао против Грка који су се наметнули и убрзо се суочио са великим проблемом када су Кимеријци почели да пљачкају удаљене градове у краљевству. Управо је тај талас напада довео до инкорпорације раније независне Фригије и њеног главног града Гордиона у лидијско подручје. Тек су узастопним владавинама Садијата и Алијата, које су се завршиле 560. п. н. е, напади Кимеријанаца заувек престали.
Под владавином последњег лидијског краља Креза, Лидија је достигла своје највеће ширење. Персија је нападнута прво у бици код Птерије која се завршила без победника. Напредујући све дубље у Персију, Крез је био потпуно поражен у бици код Тимбре од персијског Кира Великог 546. п. н. е.
После Крезовог пораза, Лидија је потпала под хегемонију Персије, Грчке, Рима и Византије док коначно није апсорбована у турске земље.

#### Карија
Карија формира регион у западној Анадолији, јужно од Лидије, источно од Јоније и северно од Лиције. Делимично грчка (јонијска и доријска), а могуће делимично минојска. Карија је постала подложна Персији, Грчкој и Риму пре него што је апсорбована у Византију. Остаци каријске цивилизације чине богато наслеђе на југозападу Егејског мора. Карија је успела да одржи релативни степен независности током узастопне окупације, а њен симбол, двоглава секира сматра се као знак пркоса и може се видети исписан на многим зградама. Маузолеј у Халикарнасу (савремени Бодрум), гробница персијског сатрапа Маузола, сматран је једним од седам чуда старог света. Међу остале важне реликвије спадају и Миласа (Милас) некадашња престоница Карије и административно седиште Маузола, Лабранда у планинама високо изнад Миласе и Еуромос (Хераклеја) у близини језера Бафа.

#### Ликија
Ликија је формирала најјужније насеље у западној Анадолији на данашњем полуострву Теке на западној обали Медитерана. Постоји много историјских ликијских места као Ксантос, Патар, Мира, Пинара, Тлос, Олимп и Фаселис. Настала на крају бронзаног доба као неохетитска лига градских држава чији модел управљања и данас утиче на политичке системе. Наизменично између персијске и грчке владавине, на крају је уклопљен у Рим, Византију и турске земље.

### Централна Анадолија

#### Фригија
Западно-централно подручје Анадолије постало је подручје Фригијског краљевства након фрагментације Хетитског царства током 12. века пре нове ере, постојало је независно до 7. века пре нове ере и снажно је заступљено у грчкој митологији. Иако се њихово порекло оспорава, њихов језик је више личио на грчки (дорски) него на језик Хетита који су наследили. Вероватно из региона Тракије, Фригијци су на крају успоставили своју престоницу у Гордиону (сада Јасихујук) и важан верски центар у Јазиликаји. Фригијском народу је недостајала централна контрола у њиховом стилу владавине, а ипак је успоставио широку мрежу путева. Такође су се чврсто држали многих хетитских аспеката културе и временом их прилагођавали.
Од древних грчких и римских писаца добро је познат краљ Мида, последњи краљ Фригијског краљевства. Легенде о Миди врте се око његове способности да претвара предмете у злато пуким додиром, што му је доделио Дионис, и његовог несрећног сусрета са Аполоном из којег су му уши претворене у уши магарца. Историјски подаци о Миди показују да је живео отприлике између 740. и 696. п. н. е. и да је Фригију представљао као велики краљ. Асирци су Миду сматрали опасним непријатељем, јер је Саргон II, њихов тадашњи владар, био прилично срећан што је преговарао о мировном споразуму 709. п. н. е. Овај уговор није имао утицаја на напредовање Кимеријанаца на Истоку, који су се улили у Фригију и довели до пада и самоубиства краља Миде 696. п. н. е.
Након Мидине смрти, Фригија је изгубила независност, постајући вазална држава свог западног суседа, Лидије, Перзије, Грчке, Рима и Византије, нестајући у турско доба.

### Источна Анадолија

#### Кимерија
Кимерија је била регија североисточне Анадолије, појавила се у 8. веку пре нове ере са севера и истока, уочи источног скитског напретка. Наставили су да се крећу према западу, нападајући и потчињавајући Фригију (696–695. п. н. е.), продирући чак на југ до Киликије и на запад у Јонију након пљачке Лидије. Лидијске кампање између 637. и 626. п. н. е. ефикасно су зауставиле овај напредак. Кимеријски утицај је постепено слабио и последње забележено помињање је 515. п. н. е.

#### Урарту
Држава Урарту (Наири, или Краљевина Ван) постојала је у североисточној Анадолији, усредсређена око језера Ван, јужно од Кимеријаца и северно од Асирије. Њена важност је трајала од појаве у 9. веку, до 6. века.
Урарту се први пут помиње као лабава конфедерација мањих целина на Јерменској висоравни у 13. до 11. века пре нове ере, али је била подложна поновљеним асирским упадима пре него што се као моћан сусед појавила од 9. века пре нове ере. Томе је погодовао слаб положај Асирије у 8. веку пре нове ере. Урарту је наставио да се одупире асирским нападима и достигао је процват под Аргиштисом I (око 785–760. п. н. е.). У то време обухватала је данашњу Јерменију, јужну Грузију готово до Црног мора, западно до извора Еуфрата и јужно до извора Тигра.
Након овога Урарту је претрпео низ неуспеха. Асирски краљ Тиглат Пилесар III освојио га је 745. п. н. е. До 714. пустошиле су је и Кимеријски и Асирски упади. После 645. п. н. е. напади Скита створили су додатне проблеме Урарту присиљавајући га да постане зависан од Асирије. Међутим, сама Асирија је пала под заједничким нападом Скита, Медијаца и Вавилонаца 612. п. н. е. Док се расправља о детаљима Урартовог нестанка, он је фактички нестао да би га заменила Јерменија. Била је то персијска сатрапија неко време од 6. века пре нове ере пре него што је постала независна Јерменија.

#### Асирија
У гвоздено доба Асирија се проширила и на југоисточну Анадолију. Асирија, једна од великих сила регије Месопотамије, имала је дугу историју од 25. века пре нове ере (бронзано доба) до коначног слома 612. п. н. е. на крају гвозденог доба. Гвоздено доба Асирије одговара средњем периоду (поновни успон) и Новоасирском царству у његових последњих 300 година, а његова територија усредсређена је на данашњи Ирак.
Асирија је утицала на анадолијску политику и културу од када су њени трговци први пут ступили у контакт са Хатима у касном бронзаном добу. До 13. века пре нове ере Асирија се ширила на северозапад на рачун Хетита, а на север на рачун Урартуа. Асирска експанзија достигла је свој врх под Тукулти-Нинуртом I (1244–1208. п. н. е.), након чега је била ослабљена унутрашњим неслагањем. Слом царства Хата на крају бронзаног доба поклопио се са ером обновљене асирске експанзије под Ашур-реши-ишијем I (1133–1116. п. н. е.) и убрзо је Асирија свом царству додала анадолске земље у данашњој Сирији. Тиглат-Пилесар I (1115-1077. п. н. е.) је затим почео нападе против Новохетита.
Смрћу Тиглат-Пилесара I Асирија је ушла у период пропадања током оног што се назива античким мрачним веком (1075–912. п. н. е.) у региону што је одговарало колапсу бронзаног доба. У последњих 300 година Асирског царства (Неоасирског царства) од 911–627. п. н. е. дошло је до поновне експанзије, укључујући нападе на новохетитске државе на северу и западу. Ашурнасирпал II (883–859. п. н. е.) узимао је данак из Фригије, док је његов наследник Шалманасар III (858–823. п. н. е.) такође напао Урарту присиљавајући своје анадолске комшије да плаћају данак. После његове смрти земљу је растргао грађански рат. Асирска сила наставила је да расте и опада са периодичним упадима у анадолске земље. Сенахериб (705-681. п. н. е.) се сукобио са новим снагама у региону, Грцима који су покушавали да населе Киликију. Његов наследник Асархадон (680–669. п. н. е.) био је одговоран за коначно уништење Урартуа. Ашурбанипал (669—627. п. н. е.) је затим проширио асирски утицај још даље смештајући Карију, Киликију, Лидију и Кападокију у вазалство.
Међутим, Асирија је открила да се њени ресурси разапињу како би одржали интегритет свог огромног царства и грађански рат је поново избио након смрти Ашурбанипала. Вазалне државе су престале да плаћају данак, вративши независност. Ослабљена асирска држава сада се суочила са новом претњом, коалицијом иранских народа на истоку и северу, укључујући Меде, Персијанце, Ските и анадолијске Кимеријанце, који су напали Асирију 616. п. н. е. Нинива, главни град, пао је 612. п. н. е, а Асирско царство је коначно нестало 605. п. н. е.
Пропашћу Асирије, завршило се не само гвоздено доба, већ и ера означена као праисторија, да би се уступило место ономе што је различито описано као забележена историја, или тачније касна античка историја или класична цивилизација. Међутим, ови појмови нису прецизни или универзални и преклапају се.